# Femme nue montant l'escalier
Femme nue montant l'escalier est un crayon sur carton de Joan Miró peinte en 1937.  

## Contexte
Depuis 1934 et la période dite sauvage, la figure humaine revêt chez Miró une cruauté et un désespoir que l'on s'accorde à mettre en relation avec la montée lente de la barbarie en Europe. À cette époque, le peintre consacre cinq mois de l'année à peindre un seul tableau : Nature morte au vieux soulier qu'il crée dans l'entresol de Pierre Loeb
La toile est peinte à Paris en 1937, en pleine guerre civile espagnole. Installé à Paris, Miró assiste à des cours de dessin à l'Académie de la Grande Chaumière. Il revient à la représentation de la figure humaine alors que se déroulaient des événements dramatiques dans son pays. Ce sentiment prend la forme de cette femme nue torturée montant un escalier.

« Je vivais dans l'atmosphère de malaise caractérisant les moments où quelque chose de grave est sur le point d'arriver. Comme cela arrive avant la pluie : la tête lourde(...) C'était davantage un malaise physique que moral. Je pressentais une catastrophe et je ne savais pas laquelle, »

## Description
Le dessin montre une femme au nez démesurément allongé, un groin selon Jean-Louis Prat. En haut à droite est peinte une sorte de fenêtre ou une boîte d'où viennent des rayons lumineux. La femme tend son bras droit en essayant d'attraper une échelle, un symbole qui Miró utilisa dans plusieurs œuvres pour représenter l'évasion. Comme dans la toile Homme et femme devant un tas d'excrément, les organes génitaux de la femme sont très marqués. Ce travail est lié à Nu descendant un escalier, peint par Marcel Duchamp qui disait lui-même :

« Cette version définitive du Nu descendant un escalier, peinte en janvier 1912, fut la convergence dans mon esprit de divers intérêts, dont le cinéma, encore en enfance, et la séparation des positions statiques dans les chronophotographies de Marey en France, d'Eakins et Muybridge. »

L'œuvre de Joan Miró est conservée à la fondation Miró à Barcelone.

## Référence
1. 1 2  Prat 1997, p. 94
2. ↑   (es) elena vallés palma, « La Tate Modern descubre al Miró más político », sur Diario de Mallorca, 10 avril 2011
3. ↑  Joan Miró, extrait de Revelaciones de Joan  Miró sobre su obras, par Lluis Permanyer, le 23 avril 1978, cité par Prat 1997, p. 94
4. ↑  Marcel Duchamp, « À propos de moi-même », dans Duchamp du signe, Paris, Flammarion, 1994, p. 222